# Musée de l'espéranto (Svitavy)
Pour les articles homonymes, voir Musée de l'espéranto.
Le Musée de l’espéranto est situé à Svitavy, en Tchéquie  dans la maison de Ottendorfer, près de la place principale.

## Histoire
Le Musée de l’espéranto de Svitavy est fondé en collaboration par l'Association tchèque d'espéranto, la mairie de Svitavy et le Club des amis de l'espéranto de Svitavy et avec le soutien financier spécial du Ministère de la Culture de la République tchèque et de Esperantic Studies Foundation.
Le musée a été inauguré le 20 septembre 2008 en tant que branche du Musée municipal et galerie à Svitavy.

## Exposition permanente
L'objectif principal du musée est d'informer le public tchèque et étranger sur l'espéranto, son histoire, sa nécessité et les possibilités de son utilisation, d'organiser des expositions et des manifestations culturelles et éducatives, de pratiquer la bibliothèque et les archives et de vendre des livres dans cette langue.
Le musée se compose des expositions permanente et courante.
L'exposition permanente abrite l'histoire de l'idée de la langue internationale et du mouvement espérantiste, la présentation de la langue elle-même et ses applications actuelles dans les domaines de voyage, éducation, culture, science et technologie et projets humanitaires.

## Expositions temporaires
En outre, une ou deux fois par an y sont organisées des « expositions thématiques » :
- les 40 ans de l'Association tchèque d'espéranto et Les activités de la jeunesse (Mai-Octobre 2009)
- Espéranto et Chemin de fer (au 100e Anniversaire de la Fédération internationale des cheminots espérantophones, y compris une exposition internationale d'art pour les enfants sur ce sujet) (Octobre 2009 - Juin 2010)

- L'humour dans la bande dessinée en espéranto (Les œuvres de Pavel Rak, célèbre artiste, dessinateur et espérantiste tchèque) (Juin 2010 – Juin 2011)

Le musée est ouvert au public tous les jours (sauf les lundis). Les informations actuelles pour les visiteurs se trouvent sur le site officiel du musée.